# Platja d'El Pozo de las Pipas
La Platja de El Pozo de las Pipas està situada al lloc de La Espasa, en la parròquia de Caravia Baja en el concejo de Caravia, Astúries. Forma part de la Costa oriental d'Astúries i no presenta cap mena de protecció mediambiental.

## Descripció
Es tracta d'una platja, coneguda també com a Platja Moracey, la qual només apareix com a independent en plenamar, ja que en baixamar queda connectada amb la platja de La Espasa; alguns autors la consideren com a part integrant d'aquesta.
Se separa de l'arenal de La Espasa mitjançant un promontori rocós, i des del seu costat oriental es pot accedir, en baixamar, a la Platja de El Viso.